# Río Sordillo
El río Sordillo (en su tramo bajo río de Santa Águeda) es un curso de agua del interior de la península ibérica, afluente del Cega. Discurre por la provincia española de Segovia.

## Descripción
Se trata de un arroyo que discurre por la provincia de Segovia y que tiene su origen en las sierras Carpetanas, en Collado Hermoso. Atraviesa el término de Santiuste de Pedraza. Tras dejar atrás localidades como Requijada, termina desembocando en la margen izquierda del río Cega a la altura de Pajares de Pedraza. En su curso bajo recibe el nombre de «río de Santa Águeda». Aparece descrito en el decimocuarto volumen del Diccionario geográfico-estadístico-histórico de España y sus posesiones de Ultramar de Pascual Madoz de la siguiente manera:

SORDILLO: arroyo en la la prov. de Segovia, tiene su origen en las sierras Carpetanas, que dividen las dos Castillas, y atravesando los térm. de Aldea-lengua de Pedraza, Torre de Valde San Pedro, Santiuste de Pedraza, Requijada, y Pajares de Pedraza (en donde toma el nombre de Sta. Agueda) desemboca en el r. Cega: durante su curso que es de 2 leg. y 3/4 da movimiento á un molino harinero, encontrándose en cada uno de los térm. que atraviesa un puente de madera para pasarle.
(Madoz, 1849, p. 450)

Perteneciente a la cuenca hidrográfica del Duero, sus aguas terminan vertidas en el océano Atlántico.